# Imani Hakim
Imani A. Hakim (Cleveland, 12 agosto 1993) è un'attrice statunitense.

## Biografia
Interpreta il ruolo di Tonya Rock nella sit-com Tutti odiano Chris. Hakim è il più giovane membro del cast.
All'età di sette anni, Hakim iniziò a studiare recitazione al Cleveland's Historic Karamu House Theater. Studiò anche all'Alexander's Workshop a Lakewood (California), e al The Young Actor's Space a Burbank, sempre in California.
Nel tempo libero, Imani Hakim ama ascoltare musica, documentarsi sulla cultura africana, leggere, scrivere e praticare arti marziali. Studia a casa.
Vive a Cleveland con suo padre e due fratelli.

## Filmografia

### Cinema
- Reign Over Me, regia di Mike Binder (2007)
- Chocolate City, regia di Jean-Claude La Marre (2015)
- Il codice del silenzio (Burning Sands), regia di Gerard McMurray (2017)
- Cam, regia di Daniel Goldhaber (2018)

### Televisione
- Tutti odiano Chris (Everybody Hates Chris) – serie TV, 88 episodi (2005-2009)
- CSI - Scena del crimine (CSI: Crime Scene Investigation) – serie TV, episodio 6x18 (2006)
- E.R. - Medici in prima linea (ER) – serie TV, episodi 15x11-15x12-15x13 (2009)
- I maghi di Waverly (Wizards of Waverly Place) – serie TV, episodio 3x07 (2009)
- La grande sfida di Gabby (The Gabby Douglas Story), regia di Gregg Champion – film TV (2014)
- State of Affairs – serie TV, episodio 1x03 (2014)
- Sharknado 4: The 4th Awakens, regia di Anthony C. Ferrante – film TV (2016)
- Mythic Quest – serie TV (2020-2025)
- Will Trent – serie TV, episodi 1x12-1x13-3x05 (2023-2025)
- La concierge Pokémon (Pokémon konsheruju) – serie animata (2023)

## Doppiatrici italiane
Nelle versioni in italiano delle opere in cui ha recitato, Imani Hakim è stata doppiata da:
- Eva Padoan in Tutti odiano Chris, Will Trent
- Cristina Giachero in Il codice del silenzio
- Ludovica Rossetti in Cam
- Lavinia Paladino in Mythic Quest